# Jóan Petur
Jóan Petur er en indie-pop/rock singer/songwriter fra Færøerne.

## Diskografi
- 2008 - Bow & Arrow - indeholder 10 sange,[1] hvor af to er skrevet sammen med andre sangskrivere: "Lost In Repetition" er skrevet med Anja Følleslev og "Angel Above Adam" med Angu Motzfeldt.[2]
- 2010 - In A Year, single, skrevet sammen med Marissa DiBlasio